# Landkreis Römerstadt

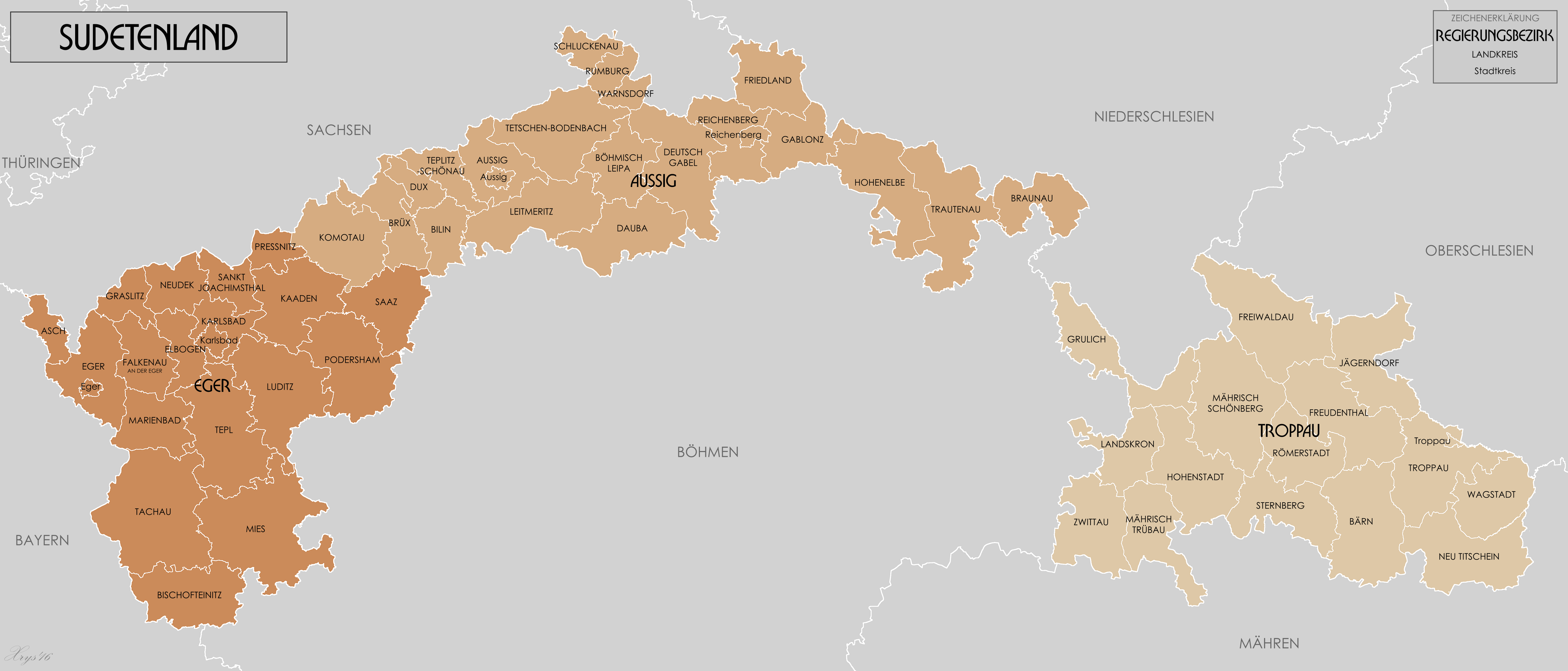
Verwaltungskarte des Reichsgaus Sudetenland

Der deutsche Landkreis Römerstadt bestand in der Zeit zwischen 1938 und 1945. Er umfasste am 1. Januar 1945 die drei Städte
- Römerstadt
- Bergstadt
- Braunseifen

und 36 weitere Gemeinden.
Das Gebiet des Landkreises Römerstadt hatte am 1. Dezember 1930 27.584 Einwohner, am 17. Mai 1939 26.936 Einwohner und am 22. Mai 1947 15.541 Einwohner.

## Verwaltungsgeschichte

### Tschechoslowakei / Deutsche  Besatzung
Vor dem Münchner Abkommen vom 29. September 1938 lag das deutsch besiedelte Gebiet von 1918 bis 1938  im  politischen Bezirk Rýmařov der Tschechoslowakei.
In der Zeit vom 1. bis 10. Oktober 1938 besetzten deutsche Truppen das Sudetenland, um es an das Reichsgebiet anzugliedern.  Der politische Bezirk Rýmařov trug fortan die frühere deutsch-österreichische Bezeichnung Römerstadt. Er umfasste den Gerichtsbezirk Römerstadt. Seit dem 20. November 1938 führte der politische Bezirk Römerstadt die Bezeichnung „Landkreis“. Er unterstand bis zu diesem Tage dem Oberbefehlshaber des Heeres, Generaloberst Walther von Brauchitsch, als Militärverwaltungschef.

### Deutsches Reich
Am 21. November wurde das Gebiet des Landkreises Römerstadt förmlich in das Deutsche Reich eingegliedert und kam zum Verwaltungsbezirk der Sudetendeutschen Gebiete unter dem Reichskommissar Konrad Henlein.
Sitz der Kreisverwaltung wurde die Stadt Römerstadt.
Ab dem 15. April 1939 galt das Gesetz über den Aufbau der Verwaltung im Reichsgau Sudetenland (Sudetengaugesetz). Danach kam der Landkreis Römerstadt zum Reichsgau Sudetenland und wurde dem neuen Regierungsbezirk Troppau zugeteilt.
Zum 1. Mai 1939 wurde eine Neugliederung der teilweise zerschnittenen Kreise im Sudetenland verfügt. Danach blieb der Landkreis Römerstadt in seinen bisherigen Grenzen erhalten.
Bei diesem Zustand blieb es bis zum Ende des Zweiten Weltkriegs.

### Tschechoslowakei / Tschechische Republik
Im Sommer 1945 wurde das Gebiet von der sowjetischen Besatzungsmacht gemäß dem Potsdamer Abkommen unter tschechoslowakische Verwaltung gestellt. Das Gebiet liegt heute  in der Tschechischen Republik.

## Landräte
1939–1940: Hering
1940–1944: Gustav Schmidt
1944–1945: Pohnert

## Kommunalverfassung
Bereits am Tag vor der förmlichen Eingliederung in das Deutsche Reich, nämlich am 20. November 1938, wurden alle Gemeinden der Deutschen Gemeindeordnung vom 30. Januar 1935 unterstellt, welche die Durchsetzung des Führerprinzips auf Gemeindeebene vorsah. Es galten fortan die im bisherigen Reichsgebiet üblichen Bezeichnungen, nämlich statt:
- Ortsgemeinde: Gemeinde,
- Marktgemeinde: Markt,
- Stadtgemeinde: Stadt,
- Politischer Bezirk: Landkreis.

## Ortsnamen
Es galten die bisherigen Ortsnamen weiter, und zwar in der deutsch-österreichischen Fassung von 1918.

## Städte und Gemeinden
(Einwohner 1930/1939)

### Städte
1. Bergstadt (1.296/1.250)
2. Braunseifen (1.604/1.586)
3. Römerstadt (5.837/5.858)

### Gemeinden
1. Altendorf (1.635/1.646)
2. Andersdorf (488/473)
3. Arnsdorf (326/317)
4. Brandseifen (393/353)
5. Deutsch Eisenberg (592/541)
6. Doberseik (419/387)
7. Edersdorf (522/521)
8. Eichhorn (138/174)
9. Eulenberg, Markt (276/245)
10. Friedland an der Mohra, Markt (1.654/1.751)
11. Friedrichsdorf (605/556)
12. Girsig (333/372)
13. Groß Stohl (743/731)
14. Hangenstein (406/374)
15. Herzogsdorf (304/298)
16. Irmsdorf (586/549)
17. Janowitz (412/453)
18. Johnsdorf (1.365/1.377)
19. Karlsdorf (429/372)
20. Klein Stohl (160/149)
21. Kreuz (157/145)
22. Kriegsdorf (583/534)
23. Lobnig (1.064/980)
24. Mährisch Kotzendorf (658/638)
25. Merotein (190/191)
26. Neudorf (481/470)
27. Neufang (359/355)
28. Nieder Mohrau (751/804)
29. Ober Mohrau (278/303)
30. Olbersdorf (315/292)
31. Pürkau (366/349)
32. Reschen (434/428)
33. Tillendorf (339/328)
34. Weigelsdorf (198/206)
35. Zechan (212/207)
36. Zechitz (405/380)